# First Kiss (chanson)
Pour les articles homonymes, voir First Kiss (homonymie).
 First Kiss  (stylisé FIRST KISS) est l'unique single du groupe temporaire Aa!, sorti le 29 octobre 2003 au Japon sur le label Piccolo Town, écrit et produit par Tsunku. Il atteint la 18e place du classement de l'Oricon, et reste classé pendant trois semaines, se vendant à 13 083 copies durant cette période. Il ne sort pas au format "Single V" (DVD) contenant le clip vidéo.
La chanson-titre figurera sur la compilation de fin d'année du Hello! Project Petit Best 4, puis cinq ans plus tard sur la compilation Hello! Project Special Unit Mega Best de 2008. Elle sera souvent reprise en concert par diverses chanteuses du H!P. Le titre en "face B" est une chanson inédite, Masa Yume. Le clip vidéo de la chanson-titre figurera sur la version DVD du Petit Best 4, puis sur le DVD de la compilation Special Unit Mega Best.

## Interprètes
- Reina Tanaka (de Morning Musume)
- Miyabi Natsuyaki (future Berryz Kôbô)
- Airi Suzuki (future °C-ute)

## Liste des titres
1. First Kiss  (FIRST KISS?)
2. Masa Yume  (正夢?)
3. First Kiss (Instrumental)  (FIRST KISS...?)